# Corrosion of Conformity
Corrosion of Conformity (C.O.C.) – amerykański zespół założony w Raleigh (Karolina Północna) w 1982 roku. Jest uznawany za jedną z pierwszych grup, które grały fuzję punk rocka i heavy metalu. W latach dziewięćdziesiątych XX wieku grupa zwróciła się w kierunku stoner metalu i klasycznego hard rocka. Zespół powstał z inicjatywy gitarzysty Woodiego Weathermana, do którego dołączyli Reed Mullin i Eric Eycke.

## Muzycy
| Obecny skład zespołu - Mike Dean – gitara basowa, śpiew (1982–1987, od 1993) - Reed Mullin – perkusja, śpiew (1982-2001, od 2010) - Woody Weatherman – gitara, śpiew (od 1982) - Pepper Keenan – gitara, śpiew (1989–2006) Muzycy koncertowi - Jean Paul Gaster – perkusja (2016) - Chris Adler – perkusja (2016) - Jon Green (2019) |  | Byli członkowie zespołu - Benji Shelton – śpiew (1982–1983) - Eric Eycke – śpiew (1983–1984) - Simon Bob Sinister – śpiew (1986–1989) - Phil Swisher – gitara basowa (1989–1993) - Karl Agell – śpiew (1989–1993) - Jimmy Bower – perkusja (2001–2002) - Merrit Partridge – perkusja (2002–2003) - Stanton Moore – perkusja (2003–2005) - Jason Patterson – perkusja (2005−2006) |
| |  | |

## Dyskografia

### Albumy studyjne
| 1983                           | Eye for an Eye - Data: maj 1984 - Wydawca: No Core Records                    | –   | –  | –  | –   | –   |
| 1985                           | Animosity - Data: 25 października 1985 - Wydawca: Metal Blade Records         | –   | –  | –  | –   | –   |
| 1991                           | Blind - Data: 5 listopada 1991 - Wydawca: Relativity Records                  | –   | –  | –  | –   | –   |
| 1994                           | Deliverance - Data: 27 września 1994 - Wydawca: Columbia Records              | –   | –  | –  | 155 | –   |
| 1996                           | Wiseblood - Data: 15 października 1996 - Wydawca: Columbia Records            | –   | –  | 39 | 104 | 43  |
| 2000                           | America’s Volume Dealer - Data: 26 września 2000 - Wydawca: Sanctuary Records | –   | –  | –  | –   | –   |
| 2005                           | In the Arms of God - Data: 5 kwietnia 2005 - Wydawca: Sanctuary Records       | 196 | 41 | –  | 108 | 147 |
| 2012                           | Corrosion of Conformity - Data: 28 lutego 2012 - Wydawca: Candlelight Records | –   | –  | –  | 157 | –   |
| 2014                           | IX - Data: 1 lipca 2014 - Wydawca: Candlelight Records                        | –   | –  | –  | –   | –   |
| 2018                           | No Cross No Crown - Data: 12 stycznia 2018 - Wydawca: Nuclear Blast           |     |    |    |     |     |
| "—" pozycja nie była notowana. |                                                                               |     |    |    |     |     |

### Single
| 1992                           | "Vote with a Bullet"     | –  | Blind                   |
| 1992                           | "Dance of the Dead"      | –  | Blind                   |
| 1994                           | "Albatross"              | 19 | Deliverance             |
| 1994                           | "Broken Man"             | –  | Deliverance             |
| 1995                           | "Clean My Wounds"        | 19 | Deliverance             |
| 1995                           | "Seven Days"             | –  | Deliverance             |
| 1996                           | "Drowning in a Daydream" | 27 | Wiseblood               |
| 1996                           | "King of the Rotten"     | –  | Wiseblood               |
| 2000                           | "Congratulations Song"   | 24 | America’s Volume Dealer |
| 2005                           | "Stonebreaker"           | –  | In the Arms of God      |
| 2012                           | "The Doom"               | –  | Corrosion of Conformity |
| "—" pozycja nie była notowana. |                          |    |                         |

### Pozostałe
| Rok  | Tytuł                                                           |
| ---- | --------------------------------------------------------------- |
| 1982 | No Core (split)                                                 |
| 1983 | Why Are We Here? (split)                                        |
| 1984 | Demo '84                                                        |
| 1985 | Skate Rock Special Compilation – Promo Flexi (split)            |
| 1987 | Technocracy (EP)                                                |
| 1988 | 1988 Demo                                                       |
| 1989 | Six Songs with Mike Singing (EP)                                |
| 1991 | Demo '91                                                        |
| 1992 | Mad World (EP)                                                  |
| 1993 | Vote With a Bullet – The Consolidated Re-mix Version (EP)       |
| 2001 | Live Volume (album koncertowy)                                  |
| 2010 | Playlist: The Very Best Of Corrosion Of Conformity (kompilacja) |